# Turhan Sultan

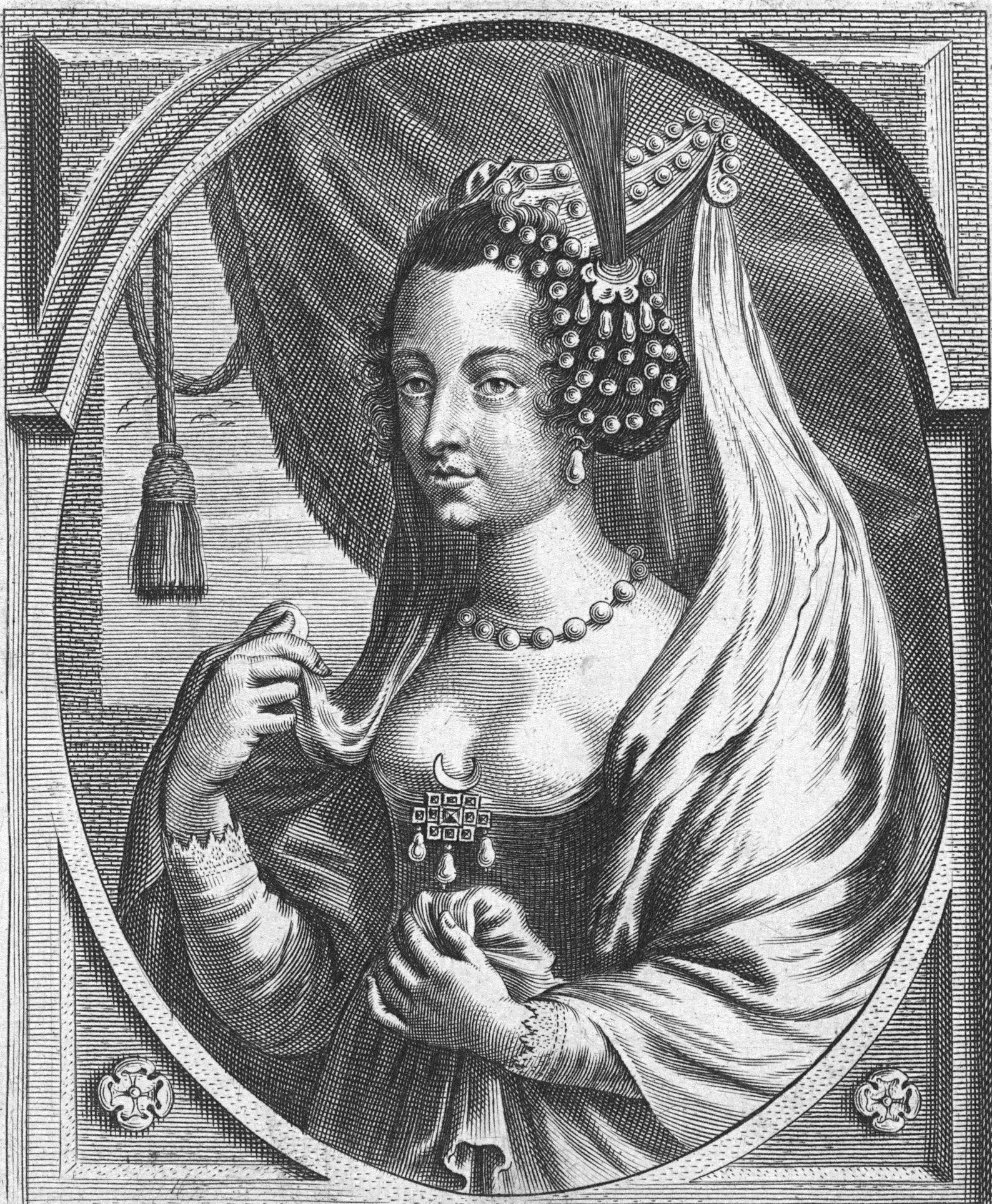
Kupferstich von Pieter de Jode aus dem 17. Jahrhundert.

Turhan Hatice Sultan (osmanisch تورخان خدیجه سلطان; * um 1627 in Ruthenien; † 4. August 1683 in Istanbul) war Hauptgemahlin (Haseki Sultan) des osmanischen Sultans Ibrahim und als Mutter von Sultan Mehmed IV. auch Valide Sultan. Neben ihrer Schwiegermutter Kösem Sultan gilt sie als einzige Frau in der Geschichte des Osmanischen Reiches, die als offizielle Regentin die Kontrolle über das Reich innehatte und sich die Macht mit dem osmanischen Sultan offiziell teilte. Turhan Sultan wurde so eine der bedeutendsten Frauen der Periode der Weiberherrschaft. Mit ihr endete auch diese.

## Leben
Turhan, deren ursprünglicher Name nicht bekannt ist, wurde in der Region Ruthenien geboren, die heute zur Ukraine, Russland und Belarus gehört. Sie wurde im Rahmen der Sklavenjagd der Krimtataren in der Kiewer Rus gefangen. Als sie etwa zwölf Jahre alt war, wurde Turhan vom Krim-Khan als Geschenk in den Sultansharem im Topkapı-Palast geschickt. Es war wohl Sultan Ibrahims Mutter Kösem Sultan, die Turhan dem Sultan als Konkubine gab. Sie gebar Ibrahim einen Sohn, den späteren Sultan Mehmed IV., und die Tochter Atike Sultan.

### Machtkampf
Aufgrund seines mentalen und psychischen Zustands wurde Sultan Ibrahim am 8. August 1648 entthront und einige Tage später hingerichtet. Neuer Sultan wurde der sechsjährige Mehmed IV., ein Kind von Ibrahim und Turhan Sultan. Mit Mehmeds Thronbesteigung hätte die Position der Valide Sultan („Mutter des regierenden Sultans“) an Turhan gehen sollen. Aufgrund ihres jungen Alters und ihrer Unerfahrenheit wurde Turhan diese Position allerdings verwehrt und ihre Schwiegermutter blieb Valide Sultan. Kösem Sultan hatte bereits unter zwei Söhnen gedient.
Doch Turhan erwies sich als ehrgeizig und nahm den Kampf um die einflussreiche Position auf. In ihrem Kampf, Valide Sultan zu werden, wurde Turhan vom obersten schwarzen Eunuchen und vom Großwesir unterstützt, während Kösem von den Janitscharen unterstützt wurde. Obwohl Kösem aufgrund ihrer Erfahrung als bessere Lösung angesehen wurde, ärgerte sich das Volk über den Einfluss der Janitscharen auf die Regierung.
In diesem Machtkampf plante Kösem, Mehmed zu entthronen und durch einen anderen Enkel zu ersetzen. Einem Historiker zufolge hatte dieser Wechsel allerdings weniger mit Mehmeds Fähigkeiten als Sultan zu tun als viel mehr damit, eine ehrgeizige Schwiegertochter durch eine andere zu ersetzen, die leichter zu kontrollieren war. Doch der Plan scheiterte, da eine von Kösems Sklavinnen die Pläne ihrer Herrin verriet. Ob von Turhan unterstützt oder nicht, Kösem Sultan wurde, drei Jahre nachdem sie Regentin für ihren jungen Enkel geworden war, von rebellierenden Sipahis und dem schwarzen Eunuchen des Harems ermordet.

### Regentin
Mit dem Tod ihrer Rivalin wurde Turhan zur Valide Sultan. Als Regentin erlangte sie große Macht. Sie begleitete ihren Sohn zu wichtigen Treffen und sprach mehrmals hinter ihrem verhängten Sitzplatz – ein ungewöhnlicher Vorgang an einem Hof, an dem Frauen kaum öffentlich sichtbar waren. Mehmed liebte seine Mutter und verehrte sie. Er betrachtete sie als seine Mitherrscherin des Reiches und gab ihr große Macht, indem er sie als offizielle Kaiserin des Reiches betrachtete. Sie war die einzige Valide Sultan in der Geschichte des Osmanischen Reiches, die die Macht, das gesamte Reich zu führen, gleichermaßen mit ihrem Sohn teilte und damit sogar Kösem in der Fülle ihrer Macht übertraf. Immer wieder vertrat Turhan den Sultan während dessen Abwesenheit in Regierungsgeschäften. Aufgrund ihrer Unerfahrenheit verließ sich Turhan aber auf andere Regierungsmitglieder, die sie in politischen Angelegenheiten berieten. Dies geht aus ihrer Korrespondenz mit den Großwesiren hervor.
Turhans Regentschaft war geprägt von zwei Ereignissen: dem Krieg um Kreta (1645–1669) gegen die Republik Venedig und die Finanzkrise, die sich aus den hohen Kosten der Kriegsführung ergab. Schwache Großwesire verbesserten die Situation nicht. 1656 wurde schließlich Köprülü Mehmed Pascha zum Großwesir ernannt. Seine Bedingung bei der Annahme des Postens war, dass man ihm mehr Autorität als seinen Vorgängern geben würde. So übertrug Turhan ihre politische Macht weitgehend auf den Großwesir.

### Tod
Turhan Sultan starb im Jahr 1683. Sie wurde in einer eigenen Türbe in der Neuen Moschee bestattet, in der auch ihr Sohn und ihre Nachkommen bestattet wurden. Sie gilt als eine der letzten großen Valide Sultan und ihr Tod markiert das Ende der Weiberherrschaft.

## Bautätigkeit
Mit der Übertragung der Macht auf die Großwesire konzentrierte sich Turhan vor allem auf große Bauprojekte. Ihr erstes Bauwerk war ein Brunnen in Beşiktaş im Jahr 1653. Ihre ersten Gebäude ließ sie 1658 errichten und gab zwei Festungen am Eingang der Dardanellen in Auftrag. Diese Festungsbauten, einer auf der europäischen und einer auf der asiatischen Seite, sind noch heute vorhanden.
Turhan ließ außerdem die Neue Moschee in Istanbul errichten. Den Auftrag dafür gab schon ihre Vorgängerin Safiye. Sie hatte das Handelsviertel Eminonü als Ort der neuen Moschee ausgewählt, ein Viertel in dem kaum Muslime lebten. Mit dem Bau wollte Safiye die Ansiedlung von Muslimen beschleunigen. Um auf diesem Gelände zu bauen, musste Land von den nichtmuslimischen Einheimischen enteignet werden, was Proteste in der Bevölkerung auslöste. Im Jahr 1597 wurde der Grundstein gelegt. Nach dem Tod von Safiyes Sohn Mehmed III., wurde die Bautätigkeit gestoppt, weil Safiye nicht länger Valide Sultan war. Mehr als 57 Jahre ruhte der Bau, wurde aber nach der Zerstörung des Gebiets durch das große Feuer von 1660 wieder aufgenommen. Turhan beschloss, das zu vervollständigen, was Safiye Sultan begonnen hatte. Nach seiner Fertigstellung im Jahr 1665 enthielt der Komplex nicht nur die Moschee, sondern auch eine Schule, öffentliche Brunnen, einen Markt und eine Türbe. Die Neue Moschee war die erste Sultansmoschee, die von einer Frau gebaut worden war. Turhan Sultan, Mehmed IV., Mustafa II., Ahmed III., Mahmud I. und weitere 39 Menschen, darunter viele Familienmitglieder der osmanischen Dynastie, sind in der Moschee begraben.

## In der Populärkultur
Im Jahr 2015 wurde in der türkischen Fernsehserie Muhteşem Yüzyıl: Kösem Turhan von der Schauspielerin Hande Doğandemir gespielt.